# Han Fuju
Han Fuju ou Han Fu-chü (chinês simplificado: 韩复榘; chinês tradicional: 韓復榘; pinyin: Hán Fùjǔ; Wade–Giles: Han Fu-chü; 1890 – 24 de janeiro de 1938) foi um general chinês do Kuomintang no início do século XX.
Ele ascendeu na hierarquia da camarilha do Guominjun na era dos Senhores da Guerra, mas depois passou para o Kuomintang e ocupou o cargo de governador militar de Shandong de 1930 a 1938. Han possuía uma esposa, duas concubinas e quatro filhos.

## Biografia
Han Fuju nasceu na Vila de Dongshantai (东山台村), no Condado de Ba, Província de Hebei. Ele tinha pouca aptidão para a escola. No entanto, ainda jovem, trabalhou como escriturário em seu hsien ("condado") até que suas dívidas de jogo o forçaram a fugir e se alistar no exército do General Feng Yuxiang. Han ascendeu rapidamente, de escriturário a chefe de escriturários, a tenente, a capitão e, após um levante, a major. Durante os distúrbios dos senhores da guerra na década de 1920, ele emergiu como comandante do 1º Grupo do Exército do General Feng.

### Governador e senhor da guerra
Em 1928, ele foi nomeado presidente (governador) da província de Henan por Feng, e em 1929, foi confirmado no cargo e simultaneamente nomeado comandante da 11ª Divisão. Quando o general cristão se revoltou mais tarde no ano, Han declarou sua lealdade ao governo central de Chiang Kai-shek. Na Guerra das Planícies Centrais em 1930, Han lutou contra as tropas rebeldes de Yan Xishan e seu antigo comandante Feng Yuxiang em Shandong, e foi recompensado com a nomeação como governador da província.

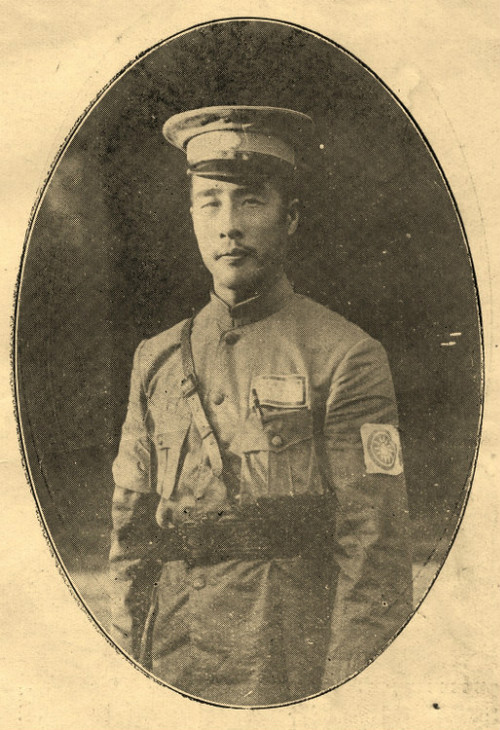
Han Fuju como comandante

Ele assumiu o papel de senhor da guerra de Zhang Zongchang na Província de Shandong. No outono de 1932, unificou a província após derrotar o senhor da guerra rival Liu Zhennian, que controlava a parte oriental da província (em particular o porto marítimo de Yantai) e era conhecido como o "Rei do Leste de Shandong". Como governador, Han era um disciplinador rigoroso tanto com os funcionários públicos quanto com os militares. Ele praticamente erradicou o banditismo e o tráfico de drogas em campanhas de repressão. Por meio de operações comerciais, principalmente no algodão, tabaco e imóveis, ele enriqueceu e contribuiu generosamente para escolas, hospitais e melhorias civis.
Na metade da década de 1930, ele foi alvo de tentativas japonesas de fazê-lo incorporar sua província de Shandong a um dos estados fantoches do Norte da China que eles estavam tentando construir. Após o início da Segunda Guerra Sino-Japonesa, ele comandou o 3º Grupo de Exército do Exército Revolucionário Nacional e, em 1937, foi nomeado Vice-Comandante em Chefe da 5ª Área de Guerra, defendendo o vale inferior do Rio Amarelo.

### Queda
Han foi suspeito de ter conduzido negociações secretas com os japoneses para poupar sua província e sua posição de poder. Quando os japoneses atravessaram o Rio Amarelo, ele abandonou sua base em Jinan, o que colocou em perigo a quinta zona de guerra localizada entre o norte da China e o Rio Yangzi.Han abandonou seu exército em 6 de janeiro e fugiu para Kaifeng, onde foi preso em 11 de janeiro e levado para Wuchang, sendo posteriormente executado por Chiang Kai-shek por desobedecer ordens de comandantes superiores e por recuar por conta própria.
Chiang fez isso para dar um exemplo para aqueles que não seguiam suas ordens. Segundo um relato, Han foi executado no santuário do Templo Changchun (长春观), um templo taoísta nos arredores de Wuchang (agora, quase no centro do moderno Wuhan), por um único tiro de pistola na parte de trás de sua cabeça, disparado pelo chefe de gabinete de Chiang, General Hu Zongnan. There are only second-hand accounts of the execution.

## Carreira
- 1928-1930: Presidente do Governo da Província de Henan
- 1930-1938: Governador de Shandong
- 1937: Oficial General Comandante do 3º Exército
- 1937-1938: Comandante-em-Chefe do 3º Grupo de Exércitos
- 1938: Vice-Comandante-em-Chefe da 5ª Área de Guerra
- 1938: Preso e executado durante uma conferência militar em Hankou por não conseguir defender Shandong

## Vida pessoal
Além de sua execução como traidor, Han Fuju é lembrado por suas piadas ruins e poesia. Segundo a historiadora Diana Lary, um de seus poemas mais conhecidos era sobre o Daming Lake em Jinan, embora o mesmo poema também tenha sido atribuído a Zhang Zongchang por jornais como o Beijing Evening News e o People's Daily.